# Renegades Football Club
Maillots
Le Westside Sporting Club-Renegades Football Club est un club bahaméen de football, basé à Nassau.

## Repères historiques
Le Renegades Football Club est fondée en 1983 à Nassau, la capitale de l'archipel sous le nom de Lyford Cay Football Club. C'est alors une simple école de football, mais au fil des années, le club va se structurer et devenir une des meilleures équipes des Bahamas.
Il ne compte qu'un seul titre national à son palmarès : le championnat, remporté lors de la saison 2014. Il parvient également à terminer vice-champion à plusieurs reprises durant les années 2010 (en 2010, 2011 et 2013) et atteint également la finale de la Coupe nationale en 2010.
Le club est surtout la première formation bahaméenne à prendre part à une compétition internationale. En effet, à la suite de son titre de champion décroché en 2014, l'équipe de Nassau s'engage en CFU Club Championship 2015. Le baptême continental est mitigé avec une victoire, un match nul et une lourde défaite (0-10 face aux Haïtiens de Don Bosco FC) en trois rencontres, synonyme d'élimination dès le premier tour de la compétition.
En 2017, afin de mettre un terme à la confusion qui existe entre l'équipe première et sa formation réserve, qui dispute également le championnat de première division, le club change de nom et devient le Westside Sporting Club-Renegades Football Club.

## Palmarès
- BFA Senior League (1)
  - Champion : 2014 (sous le nom de Lyford Cay FC)
  - Vice-champion : 2010, 2011, 2013